# Firka
Firka est une localité située dans le département de Pissila de la province du Sanmatenga dans la région Centre-Nord au Burkina Faso.

## Géographie
Firka se trouve à 3 km à l'ouest de Ouanobian, à 9 km au nord-est de Pissila, le chef-lieu du département, ainsi qu'à environ 40 km au nord-est de Kaya, la capitale régionale. Le village est situé à 1,5 km au nord de la route nationale 3 (RN 3), un axe important reliant à Tougouri à Kaya.

## Histoire
Alors que cette zone de la région avait été jusqu'alors relativement épargnée par le terrorisme djihadiste, les volontaires pour la défense de la patrie (VDP) de Firka ont été l'objet d'une attaque menée par des groupes armés le 18 mai 2021 lors d'un regain d'activité dans ce secteur, et celui de Palsègué (deux jours auparavant), depuis quelques semaines. Le bilan de l'attaque est de quatre disparus parmi les VDP.

## Économie
L'économie du village repose principalement sur l'agriculture.

## Éducation et santé
Firka accueille depuis 2018 un centre de santé et de promotion sociale (CSPS) tandis que le centre hospitalier régional (CHR) se trouve à Kaya.
Le village possède une école primaire publique tandis que le collège d'enseignement général (CEG) est à Ouanobian et le lycée départemental à Pissila.